# Diecezja Corumbá
Diecezja Corumbá (łac. Dioecesis Corumbensis) – diecezja Kościoła rzymskokatolickiego w Brazylii. Należy do metropolii Campo Grande, wchodzi w skład regionu kościelnego Oeste 1. Została erygowana przez papieża Piusa X bullą Novas constituere w dniu 10 marca 1910.